# Sileo S10
Der Sileo S10 ist ein 10,7 Meter langer, rein elektrisch betriebener Batterie-Linienbus in Niederflurbauweise des deutsch-türkischen Omnibusherstellers Sileo.

## Technik und Ausstattung
Der Antrieb erfolgt über eine Elektroportalachse mit zwei wassergekühlten Asynchronmotoren (je 120 kW) vom Zulieferer ZF Friedrichshafen (ZF AVE 130). Von ZF stammten außerdem die Vorderachse (ZF RL 82 EC Rigid Portal) und das Lenksystem (ZF 8098 Servocom).
In der Dachkonstruktion des Fahrzeugs ist die Traktionsbatterie untergebracht, wobei standardmäßig eine Lithium-Eisenphosphat-Batterie mit einer Kapazität von 200 kWh zum Einsatz kam. Laut Hersteller wäre damit eine Reichweite von mindestens 200 km möglich. Die Batterie bestand aus 300 einzelnen überwachten und geregelten Zellen (Single-Cell-Loading, SCL). Der Bus konnte je nach Anschlussleistung mit einer Ladeleistung von 4 bis 100 kW geladen werden.
Je nach Bedarf konnte der Bus mit zwei oder drei Fahrgast-Doppeltüren geliefert werden.

## Einsatzorte

### Bad Langensalza
Nach einer europaweiten Ausschreibung wurden am 7. Juni 2016 zwei Sileo S10 an die Salza-Tours König OHG in Bad Langensalza ausgeliefert. Es handelte sich um die ersten Batteriebusse Thüringens.

### Öhringen
Die Hütter-Lidle Linienverkehr GmbH + Co KG hatten im Januar 2017 einen Sileo S10 für den Stadtverkehr in Öhringen in Dienst gestellt.

### Salzgitter
Nach einer europaweiten Ausschreibung nahm die KVG Braunschweig im Februar 2017 einen Sileo S10 in Betrieb.

### Echternach (Luxemburg)
Voyages Bollig hatte im März 2017 einen Sileo S10 bekommen, den ersten Sileo Elektrobus in Luxemburg.